# 李大維 (外交官)
李大維（1949年10月15日—），中華民國退休外交官，生於臺灣臺北市，中國國民黨籍，現任大大數位慈善基金會榮譽董事長，曾任海基會董事長、總統府秘書長、國安會秘書長、外交部長、次長、駐美国代表、駐澳洲大使、駐欧盟代表、駐加拿大代表、行政院新聞局長、北美事務協調委員會主委、外交部長連戰秘書等職。2010年加拿大政府接受中華民國政府基於互惠原則互予免簽證的待遇，即於其在擔任駐加代表任內推動成功。

## 職業生涯

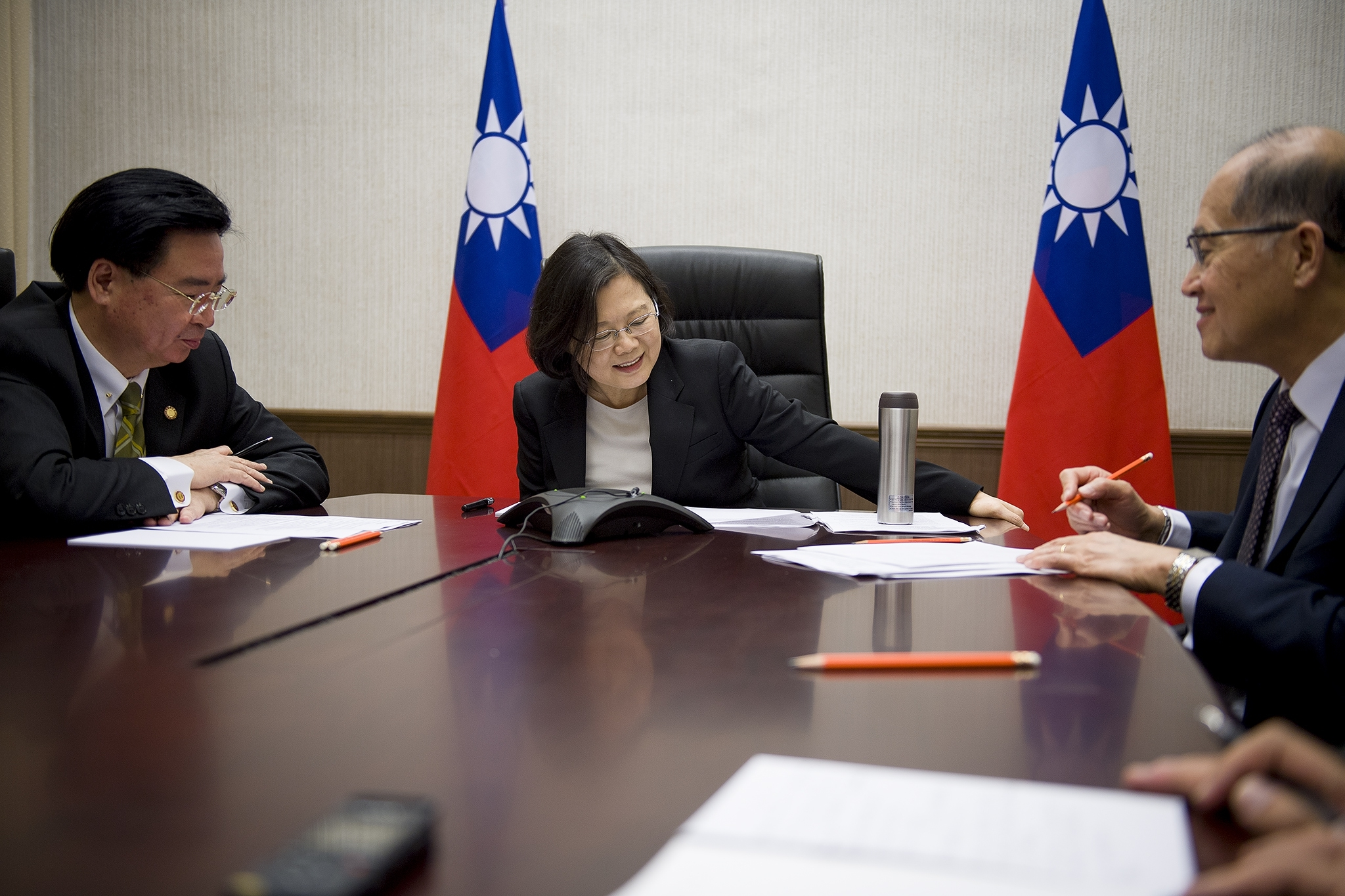
李大維（右）於外交部部長任內偕同總統蔡英文（中）、國家安全會議秘書長吳釗燮（左）與美国总统當選人川普越洋通話

2016年5月20日，李大維受邀出任外交部部長。

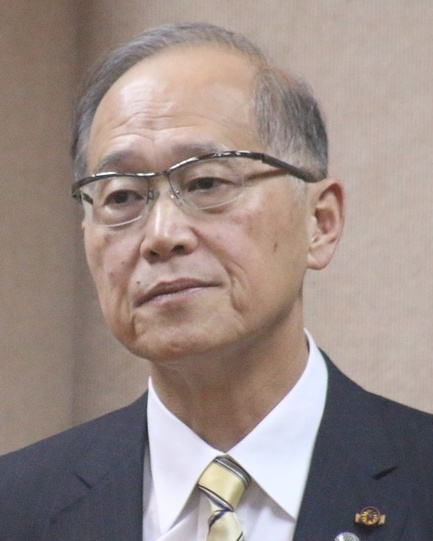
外交部部長任內

2016年美國總統選舉由唐納·川普當選後，時任中華民國總統蔡英文與美國總統當選人川普通話10分鐘，通話過程中，李大維亦與國家安全會議秘書長吳釗燮、代理總統府秘書長劉建忻和總統府發言人黃重諺等人陪同總統蔡英文於一堂。國家安全局等成員也在旁待命。
2016年12月21日，中華民國與聖多美普林西比斷交。
2017年6月13日，中華民國與巴拿馬斷交。
2017年9月，林全內閣總辭，李大維受新任行政院院長賴清德續任。
2018年2月，賴清德內閣首長異動，李大維調任國家安全會議秘書長。
2019年5月，李大維訪問美国华盛顿哥伦比亚特区，與美國國安顧問約翰·波頓會面，並與美國政府官員共同會晤中華民國友邦官員，雙雙創下中華民國與美國斷交後首例。
2020年5月20日，李大維轉任海峽交流基金會董事長。

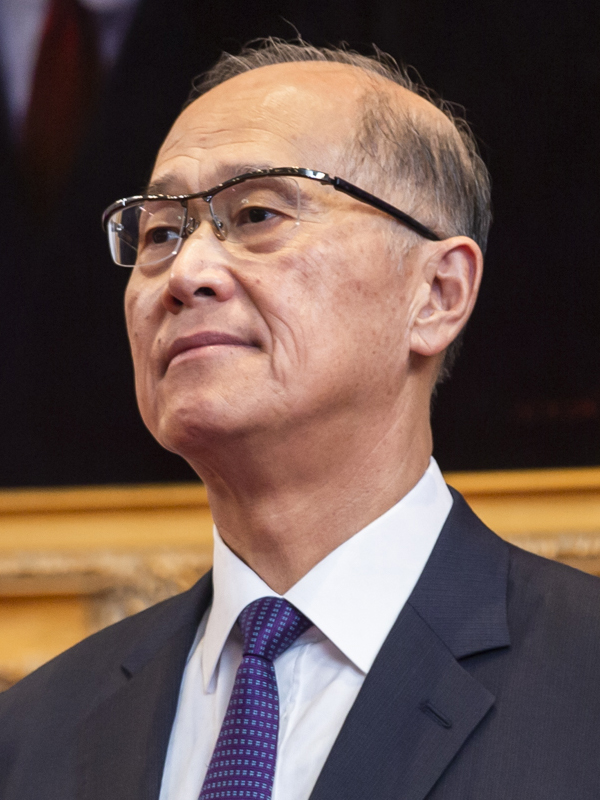
總統府秘書長任內

2020年8月3日，李大維轉任總統府秘書長，直到2023年回任海基會董座，2024年卸任。

## 政策立場
2017年3月22日，立法院內政委員會審查《兩岸協議監督條例草案》時，李大維被提問《兩岸協議監督條例》是否應該納入立法院外交及國防委員會與立法院經濟委員會聯席審查，他直言「沒有這個必要，兩岸關係不是外交關係」。

## 荣誉

### 中华民国勋章奖章
- 二等景星勳章（2007年7月3日於總統府頒授）[13]
- 一等卿云勋章（2023年3月3日於總統府頒授）[14]

### 外国勋章奖章
- 国鸟大十字勋章（危地马拉，2016年8月22日）[15]
- 国家功绩特种大十字勋章（巴拉圭，2017年7月6日批准）[16]
- 卓越勋章（伯利兹，2017年7月26日于伯利兹颁发）[17]

## 評價
李大維是少數獲得國內主要政黨一致肯定，於國民黨、民進黨執政時期均有任用之高階外交官。民進黨大老吳澧培侄子，時任國家安全會議秘書長兼任外交部部長吳釗燮曾回應李大維將出任外交部部長一事：「除了我本人，他是最適合的人」，顯示其對李大維的欣賞。
2010年4月曾獲加拿大渥太華外交政策期刊《大使館》肯定為「最具影響力大使」第2名。

## 外部連結
- Canada edges close to granting visa-free travel （页面存档备份，存于）
- 駐加代表處獲加國大使館外交周報評選優 （页面存档备份，存于）

| 中華民國政府職務                   | 中華民國政府職務                                                                    | 中華民國政府職務                                |
| ---------------------------------- | ----------------------------------------------------------------------------------- | ----------------------------------------------- |
| 行政院                             |                                                                                     |                                                 |
| 前任： 蘇起                        | 新聞局局長 第十四任 1997年5月14日－1998年2月4日                                     | 繼任： 程建人                                   |
| 前任： 林永樂                      | 外交部部長 第二十二任 2016年5月20日－2018年2月26日                                  | 繼任： 吳釗燮                                   |
| 總統府                             |                                                                                     |                                                 |
| 前任： 嚴德發                      | 國家安全會議秘書長 第二十一任 2018年2月26日－2020年5月19日                          | 繼任： 顧立雄                                   |
| 前任： 劉建忻（代理） 正任：蘇嘉全 | 總統府秘書長 第三十七任 2020年8月3日－2023年1月30日                                 | 繼任： 林佳龍                                   |
| 中華民國外交部                     |                                                                                     |                                                 |
| 前任： 程建人                      | 駐美代表 第九任 2004年7月25日－2007年4月10日                                        | 繼任： 吳釗燮                                   |
| 非組織職務                         |                                                                                     |                                                 |
| 海峽交流基金會                     |                                                                                     |                                                 |
| 前任： 張小月                      | 海峽交流基金會董事長 第八任 2020年5月20日－2020年8月3日 2023年1月31日－2024年6月7日 | 繼任： 許勝雄（代理） 正任：李大維 正任：鄭文燦 |